# 安西陽太
安西 陽太（あんざい ようた、1977年12月27日 - ）は、テレビ朝日社会部記者・元アナウンサー。
東京都で生まれたが、大学卒業までは関西で育った。関西学院高等部→関西学院大学総合政策学部を卒業し、2001年に入社。
入社3年目の2003年10月15日付でアナウンス部から社会部記者へ異動し、ANNニュースのほかスーパーJチャンネルでリポートを担当している。

## 同期アナウンサー
- 河野明子 - 現在は退社。夫は元プロ野球選手の井端弘和
- 村上祐子

## 過去の担当番組
- スーパーモーニング（リポーター）
- ANNニュース

　ほか　　　　　　　　　
　　　　